# IAI Nammer
El IAI Nammer (נמר «leopardo» o «tigre» en hebreo) era un avión de combate de la familia Mirage, desarrollado en Israel a finales de los años 1980 y principios de los años 1990 como una versión modernizada del Kfir para el mercado de exportación. Aunque un prototipo fue construido y sometido a pruebas de pilotaje, no existían compradores y el desarrollo se canceló sin que se produjeran más aeronaves. La aviónica del Nammer fue desarrollada a partir de los trabajos realizados para el proyecto cancelado del Lavi.

## Desarrollo
El Kfir C7 fue la base para el desarrollo de Nammer. El mayor desafío para los diseñadores era crear un fuselaje para que se adaptara a dos turborreactores completamente diferentes. De hecho se tenía la intención de ofrecer dos opciones de planta motriz con el fin de aumentar el número de compradores potenciales. Una sería el motor estadounidense General Electric F404, que se utiliza en  múltiples aviones de combate como el F/A-18 Hornet y el Saab 39 Gripen. La otra opción era el motor francés Snecma Atar (para evitar el veto estadounidense en las ventas de aeronaves), Este motor está integrado en casi todos los aviones de combate franceses. El problema era que el motor F404 tenía 3.912 m de longitud 889 mm de diámetro y el Atar tenía 5.9 m de longitud y 1000 mm de diámetro. En cuanto al peso de los motores no existía tanta diferencia, pues el F404 pesa 1,036 kg mientras que el Atar pesa 1,582 kg. Con el motor f404 y su sistema de post-combustión se generan 78,7 kN mientras que con el Atar 70,6 kN de empuje. Así Nammer sería un caza único, desde el principio diseñado para ser capaz de usar dos motores completamente diferentes.

## Diseño
Para adaptarse a las necesidades de los clientes, se tenía la intención de ofrecer dos opciones de radar para el Nammer. Si el avión era utilizado más para atacar objetivos en tierra, podían elegir radar Elta EL/M-2011 y si el avión se utiliza principalmente como un caza/interceptor, entonces los clientes recibirían radar EL/M-2032 Pero, a medida que se desarrollaba la aeronave, IAI ha llegó a la conclusión de que era mejor que ofrecer exclusivamente el EL/N-2032.
Para que todo el avión concordara con el radar, los expertos de IAI decidieron que el motor Atar era obsoleto y se debía cambiar. Las opciones entonces serían: General Electric F404, Snecma M53 o Pratt & Whitney PW1120. El Snecma M53 está diseñado para su uso en la caza francés Mirage 2000 y genera más empuje que el Atar (64 kN "seco" y 95 kN con postcombustión), la longitud del M53 es de 5070 mm y su diámetro de 796 mm y Aunque tiene considerablemente más empuje que el Atar, el m53 solo pesa 1515 kg. El Pratt & Whitney PW1120 fue incluido en las opciones de motor, ya que fue seleccionado para su instalación en el IAI Lavi, tiene una longitud de 4.11 m y un diámetro de 1,021 mm, genera un empuje de 92 kN con post-combustión y su peso es de 1,292 kg.
La aeronave está armada con dos cañones DEFA calibre 30 mm, y es capaz de transportar 6270 kg de armas, según la petición del cliente, el avión podría ser adaptado para el uso de una amplia gama de armas, ya que el radar EL/M-2032 se puede adaptar para misiles aire-aire israelíes o estadounidenses. También, si el cliente lo deseaba, se lo podrían adaptar armas aire-tierra, antibuque y todo tipo de misiles guiados.

## Interrupción del programa
El primer prototipo voló por primera vez el 21 de marzo de 1991. El coste unitario de 20 millones de dólares estadounidenses, IAI había anunciado que la producción en masa comenzaría tan pronto como se ordenaran 80 aeronaves. A los fabricantes estadounidenses no les gustaba la idea de que se usaran sus motores en el mercado de aviones de combate multi-rol baratos, pero la presión política sobre el gobierno israelí lograron obtener la terminación del programa.

## Especificaciones
Características generales
- Tripulación: 1 piloto
- Longitud: 16.00 m
- Envergadura: 8.22 m
- Altura: 4.55 m
- Superficie alar: 34.8 m²
- Peso bruto: 16,511 kg

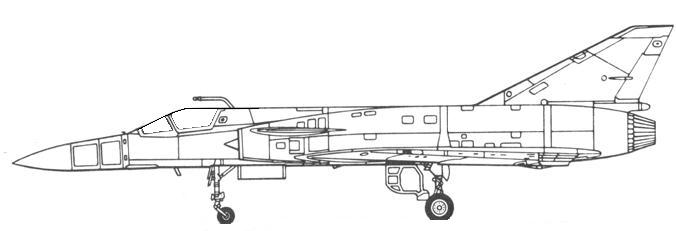

- Planta motriz: 1 × Snecma Atar (70.6 kN en post-combustión), o 1 × General Electric F404 (78.7 kN en post-combustión), o 1 × Snecma M53 (95 kN en post-combustión), o 1 × Pratt & Whitney PW1120 (92 kN en post-combustión)

Rendimiento
- Velocidad máxima: Mach 2.2 (1,467 kt , 2,715 km/h)
- Alcance: 1,382 km (747 Nmi)
- Techo de vuelo: 17,700 m (58,000 ft)

Armamento
- 2 × Cañones DEFA de 30 mm
- 6,270 kg de armas en puntos de anclaje externos